# Quintus Caecilius Metellus Pius Cornelianus Scipio Nasica

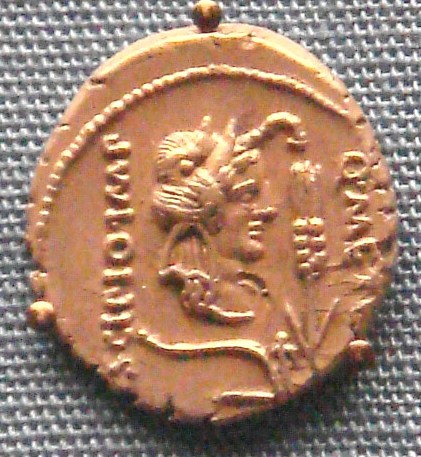

Quintus Caecilius Metellus Pius Cornelianus Scipio Nasica, ook wel kortweg Scipio Metellus genoemd, was een lid van de Romeinse, invloedrijke tak Metellus in de gens Caecilia. Hij was de geadopteerde zoon van Quintus Caecilius Metellus Pius, geboren rond 98 v.Chr. in de tak Scipio van de gens Cornelia. In 52 v.Chr. werd hij door Pompeius benoemd tot consul (niet verkozen), en in de Romeinse Senaat associeerde hij zichzelf vooral met Marcus Porcius Cato Uticensis minor, een conservatief. Scipio was ook de schoonvader van Pompeius. Hij stierf in 46 v.Chr. in de Burgeroorlog tussen Pompeius en Caesar.